# 伊格达曼龙属
伊格达曼龙（学名：Igdamanosaurus，意为“伊格达曼的蜥蜴”）是白垩纪海生爬行类沧龙科已灭绝的一个属。其被分类为球齿龙族（属于沧龙亚科），和该族其它成员一样，可根据钮扣似的圆形牙齿来鉴别。这些牙齿表明其拥有高度特化的生存方式，可能包括甲食性。
属下包括单一物种埃及伊格达曼龙（Igdamanosaurus aegyptiacus），生存于马斯特里赫特阶时期的非洲海洋环境。其零碎化石已在埃及的杜威组和尼日尔的杜卡马杰组发现。

## 描述
伊格达曼龙是种小型甲食性沧龙，体型大致与球齿龙族近亲龙骨齿龙相仿。其化石保存了与球齿龙族其它成员相似的钝而圆的牙齿。这些牙齿更适合咬碎有壳猎物如软体动物及海龟，而非鱼类或其它经常被沧龙捕食的爬行动物。
正模标本BMNH R11898非常破碎，由三块保存较差的颌骨碎片、两颗基本完整且带有纤细条纹的牙齿、三个牙齿基部和至少五颗断裂牙齿的碎片组成。尽管难以判断，但这些残骸很可能来自同一个体。
注意到齿骨比例巨大，类似球齿龙及倾齿龙巨大而坚固的齿骨。牙骨内侧浅凹代表压板骨的沟槽。

### 齿列
正模标本含7颗保存状态各不相同的牙齿，除保存下来的最后一颗牙齿略小于倒数第二颗外，其余牙齿的尺寸均前后向增大。牙齿笔直，呈圆锥形，有圆顶状末端。横截面近似圆形。牙冠拥有非闭合基部，覆有纤细平行棱纹，每颗牙齿约有65至70条。整块齿骨上牙齿大小基本一致，最大一颗高约27毫米、宽22毫米。

## 分类
该物种最初被师丹斯基（1935年）命名为埃及球齿龙，但林厄姆-索利亚尔（1991年）认为其足够独特以独立建属，并根据正模标本发现地附近的伊格达曼村（有时亦称作因达马村）将其命名为伊格达曼龙。
尽管在牙齿适应特征上无疑与球齿龙相似，且与阿拉巴马球齿龙在齿骨下外侧表面均有充当下颚神经出口的细小孔洞，但林厄姆-索利亚尔指出，伊格达曼龙牙齿的垂直条纹显示其代表一种全新的甲食性沧龙，由类似板踝龙而非硬椎龙的祖先进化而来，故将其归入扁掌龙亚科。
近期分析均将本属归入沧龙亚科，然而却归入球齿龙族作为龙骨齿龙及球齿龙的近亲甚至球齿龙的一个分类不明物种。